# Messehallen (metropolitana di Amburgo)
Messehallen è una stazione della metropolitana di Amburgo, sulla linea U2.